# غويلرمو رييس
غويلرمو رييس (بالإسبانية: Guillermo Reyes)‏ (10 يوليو 1986 في الأوروغواي - ) هو لاعب كرة قدم أوروغواني في مركز حراسة المرمى. لعب مع بنيارول ونادي أطلس ونادي دانوبيو ونادي رينتيستاس وهواتشيباتو وRocha F.C. ‏.

## وصلات خارجية
- غويلرمو رييس على موقع إي إس بي إن إف سي (الإنجليزية)
- غويلرمو رييس على موقع قاعدة بيانات كرة القدم.إي يو (الإنجليزية)
- غويلرمو رييس على موقع Soccerway.com (الإنجليزية)
- غويلرمو رييس على موقع عالم كرة القدم.نت (الإنجليزية)
- غويلرمو رييس على موقع AS.com (الإسبانية)